# Mokomokai

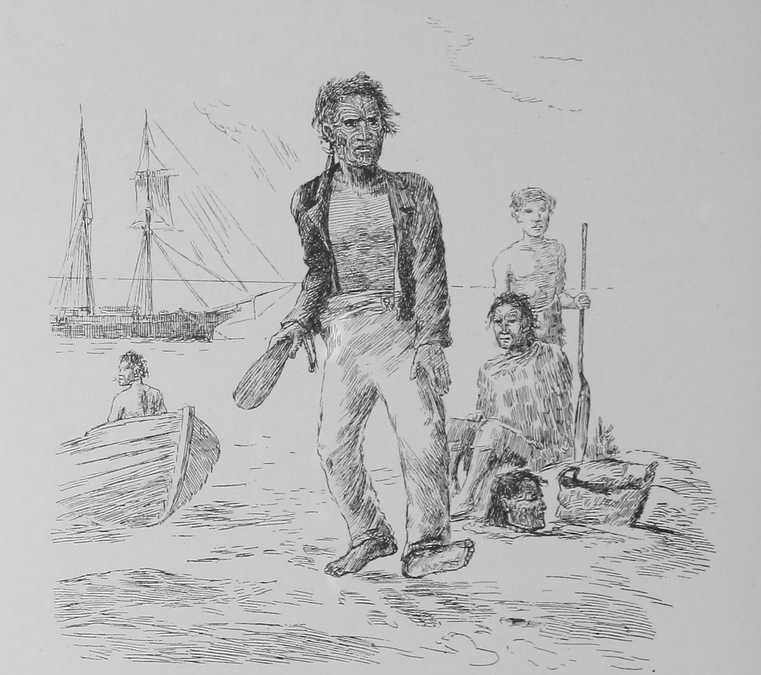
"Negociando por una cabeza, en la orilla, el jefe decide subir el precio" - dibujo realizado por H.G. Robley.

Los Mokomokai son antiguas cabezas humanas disecadas de los maoríes, el principal pueblo indígena de Nueva Zelanda, cuyos rostros están decorados con tatuajes tā moko. Se convirtieron en artículos valiosos durante las Guerras de los Mosquetes, a comienzos del siglo XIX.

## Moko
Los tatuajes faciales moko fueron tradicionales en la cultura maorí hasta mediados del siglo XIX, cuando su uso empezó a desaparecer, aunque luego se producirá una especie de resurgimiento desde la última década del siglo XX. En la cultura maorí anterior a la colonización europea, esos tatuajes eran símbolos de estatus social. En general, solamente los hombres se tatuaban todo el rostro, aunque existían mujeres de alto rango que tenían tatuado alrededor de los labios y la barbilla. Los tatuajes moko servían como conexión entre el individuo y sus ancestros.
Los ritos moko servían como ritual de iniciación entre las personas de alto rango, y se repetían en momentos significativos de sus vidas. Cada tatuaje moko era único y contenía información sobre el rango, tribu, linaje, ocupación y hazañas realizadas por el sujeto. Estos tatuajes eran difíciles de elaborar, por lo que eran utilizados casi exclusivamente por jefes y guerreros de alto rango. Además, el arte del moko, las personas que creaban y realizaban los diseños, así como los propios mokos, estaban rodeados de tabú y un estricto protocolo.

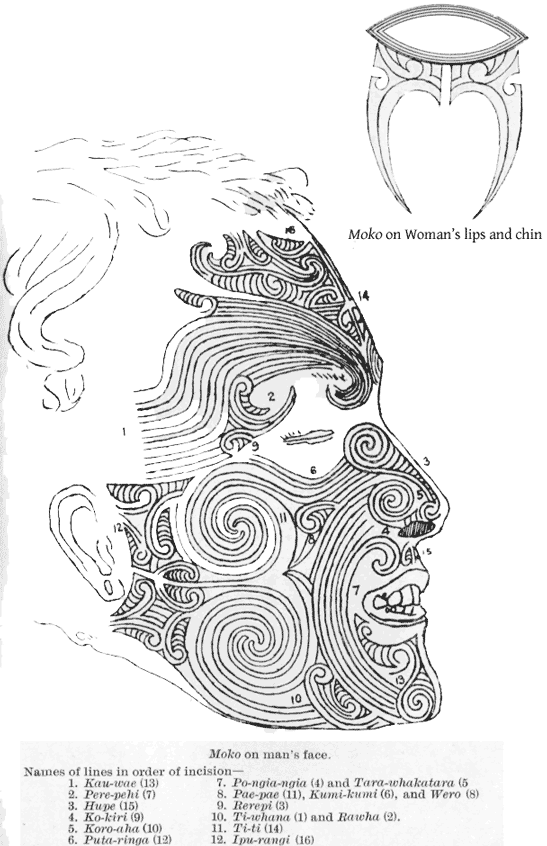
Diseño moko.

## Mokomokai
Cuando alguien con tatuaje moko moría, a menudo se preservaba su cabeza. Una vez decapitado el cadáver, se le extraían los ojos y el cerebro, sellando todos los orificios con fibra de lino y goma de kauri. Luego la cabeza se hervía o cocía al vapor en un horno, antes de ser ahumada a fuego abierto, y secada al sol durante varios días. Luego era untada con aceite de hígado de tiburón. Estas cabezas preservadas, llamadas mokomokai, eran conservadas por sus familias en cajas ornamentalmente talladas, y sacadas únicamente para ceremonias sagradas.
Las cabezas de jefes enemigos muertos en combate también eran conservadas; estos mokomokai, al ser considerados trofeos de guerra, eran exhibidos en los marae y la tribu vencedora se burlaba de estas. También eran claves en las negociaciones diplomáticas entre tribus rivales, siendo el retorno o intercambio de mokomokai una condición previa esencial para establecer la paz.

## Guerras de los Mosquetes
A principios del siglo XIX, con la llegada de los occidentales a Nueva Zelanda, las tribus que entraron en contacto con los navegantes, comerciantes y colonos europeos, lograron tener acceso a las armas de fuego, lo cual les dio ventaja para combatir con sus tribus vecinas. Esto dio paso al estallido de las Guerras de los Mosquetes, en donde otras tribus intentaban desesperadamente adquirir armas de fuego, aunque solo fuese para protegerse de los ataques enemigos. Fue en este período de desestabilización social, en la que los mokomokai se convirtieron en artículos comerciales, que comenzaron a venderse primero como curiosidades, y pronto como obras artísticas y especímenes de museo que se vendían por altísimos precios en Europa y América, y que podían ser intercambiadas con los nativos por armas de fuego y munición.
La demanda de armas de fuego era tal que las tribus llevaron a cabo emboscadas contra tribus vecinas para adquirir más mokomokai y comerciar con ellos. También llegaron a tatuar a esclavos y prisioneros (aunque con motivos sin sentido, al contrario que el moko genuino) para decapitarlos proporcionando cabezas que vender. La época de mayor auge de la venta de mokomokai fue entre 1820 y 1831. En 1831, el gobernador de Nueva Gales del Sur emitió una proclamación que restringía el comercio de cabezas fuera de Nueva Zelanda, y durante la década de 1830, la demanda de armas de fuego también disminuyó debido a una saturación del mercado. Durante la década de 1840, cuando se firmó el Tratado de Waitangi y Nueva Zelanda se convirtió en colonia británica, el comercio de exportación de mokomokai prácticamente había finalizado, junto con la disminución del uso del tatuaje moko en la sociedad maorí, a pesar de que el comercio ocasional a menor escala continuase durante varios años.

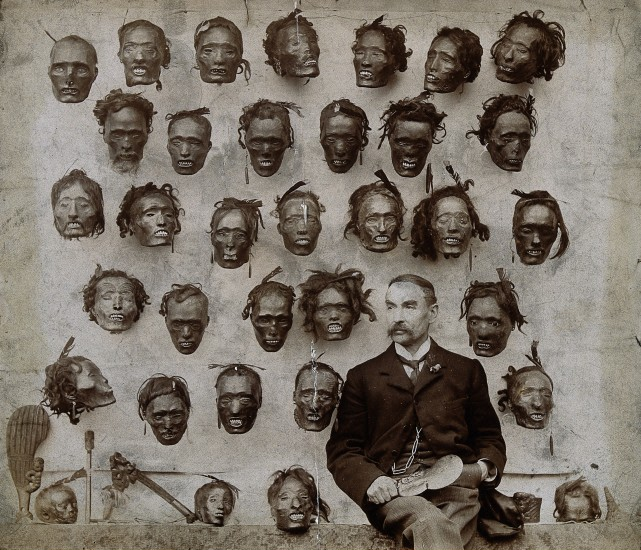
H.G. Robley con su colección de mokomokai.

## Colección de Robley
El general Horatio Gordon Robley fue un oficial del Ejército Británico y artista que sirvió en Nueva Zelanda durante la Guerra de las Tierras de Nueva Zelanda en la década de 1860. Estuvo interesado en la etnología y fascinado por el arte de los tatuajes, eso sin mencionar su talento como ilustrador. Escribió el clásico texto sobre el tema de los moko llamado Moko; o Maori Tattooing, el cual fue publicado en 1896. Después de regresar a Inglaterra, logró reunir un destacada colección de entre 35 y 40 mokomokai, que luego decidió vender al Gobierno de Nueva Zelanda. Cuándo la oferta fue rechazada, gran parte de la colección fue vendida al Museo Americano de Historia Natural.

## Repatriación
A inicios del siglo XXI hubo una campaña para repatriar a Nueva Zelanda los cientos de mokomokai conservados en museos y colecciones privadas alrededor del mundo, ya fuera para devolverlos a sus respectivas familias o al Museo de Nueva Zelanda para su almacenamiento, pero no para exponerlos públicamente. La campaña ha tenido cierto éxito, aunque muchos mokomokai permanecen en el extranjero y la campaña sigue en marcha.